# Jacques Ménager
Pour les articles homonymes, voir Ménager.
Jacques Ménager (1912-1998) est un homme prélat français et le 107e archevêque de Reims.

## Biographie
Jacques Eugène Louis Ménager est né le 24 juillet 1912 à Anor (Nord). Il est ordonné prêtre le 29 juin 1936. Le 23 juin 1955, il est nommé évêque auxiliaire de Renard, évêque de Versailles, et évêque titulaire d'Antioche Parvas (de) et est sacré évêque le 8 octobre 1955.
Deux ans après sa nomination comme évêque de Meaux le 7 décembre 1961, il est appelé à participer activement aux sessions du concile Vatican II. Père du concile, il est membre du comité de rédaction du schéma XVII de la « Constitution pastorale sur l'Église dans le monde de ce temps » Gaudium et spes (promulgation du 7 décembre 1965).
Au lendemain du Concile, en mars 1967, le Conseil permanent de l'épiscopat français crée la Commission française Justice et Paix. Ménager en est son 1er président jusqu'en 1984.
Le 13 juillet 1973, le pape Paul VI lui donne la charge de l'archidiocèse de Reims. Il prend sa retraite le 8 août 1988. Il meurt le vendredi 13 mars 1998 et est inhumé au caveau des archevêques de Reims dans la cathédrale.

## Parcours ecclésiastique
- 1955-1961 : évêque auxiliaire de Versailles, titulaire d'Antiochia Parva
- 1961-1973 : évêque de Meaux
- 1973-1988 : archevêque de Reims

## Responsabilité
- Père conciliaire : "Gaudium et spes" (1963-1965)
- Président de la Commission "Justice et Paix" : 1967-1984